# Sha Zukang

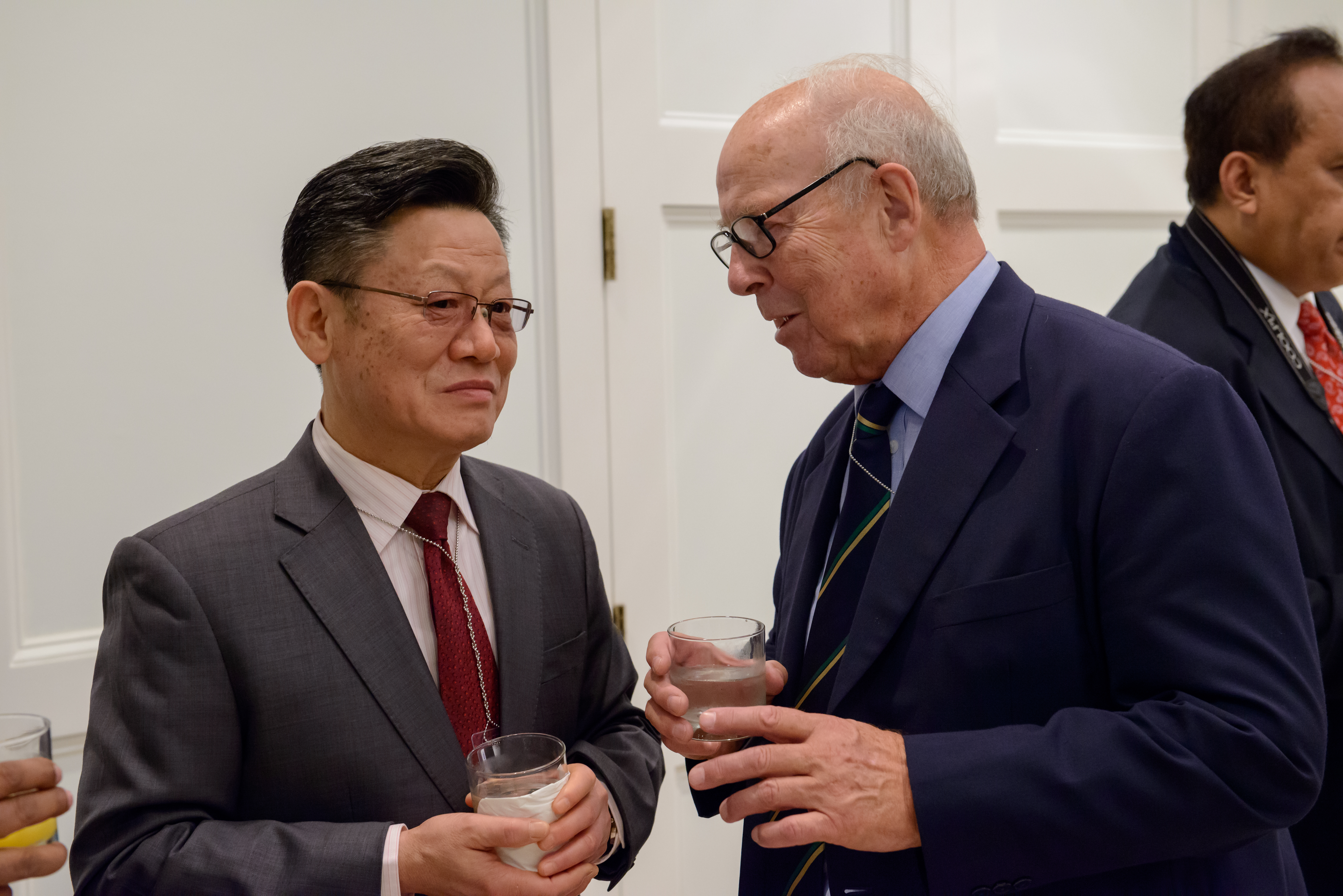
Sha Zukang mit Hans Blix, 2013

Sha Zukang (chinesisch 沙祖康, Pinyin Shā Zǔkāng; * September 1947 in Yixing) ist ein chinesischer Diplomat.
Als Absolvent der Nanjing-Universität begann Sha seine diplomatische Karriere als Personalangehöriger bei der chinesischen Botschaft im Vereinigten Königreich.
Derzeit ist er der chinesische Botschafter des UNO-Büros in Genf. Im Februar 2006 wurde er zum Untergeneralsekretär für wirtschaftliche und soziale Angelegenheiten ernannt. 
Bei einem kürzlichen Interview von BBC, sagte er, dass die USA „den Mund halten“ sollte, wenn die USA die militärischen Ausgaben Chinas als einen Teil der chinesischen Innenpolitik kritisiert. Er kritisierte die USA im Gegenzug dafür, dass die US-amerikanischen Militär-Ausgaben die Hälfte der weltweiten Militär-Ausgaben seien.